# Reprezentacja Tahiti w piłce nożnej plażowej mężczyzn
Reprezentacja Tahiti w piłce nożnej plażowej – reprezentacja Polinezji Francuskiej, która bierze udział w międzynarodowych rozgrywkach beach soccera. Mistrz Oceanii z 2011 roku. Finalista XVIII Mistrzostw Świata. Reprezentacja Tahiti była gospodarzem Mistrzostw Świata 2013.

## Osiągnięcia

### Mistrzostwa świata w piłce nożnej plażowej
- II miejsce - 2015,
- IV miejsce - 2013,

### Mistrzostwa Oceanii w piłce nożnej plażowej
- I miejsce - 2011

## Znani piłkarze
- Jonathan Torohia
- Angelo Tchen
- Raimana Li Fung Kuee
- Teaonui Tehau